# Najstariji jedriličarski klubovi
Slijedi popis nekih od najstarijih poznatih jedriličarskih, klubova u svijetu:

### Najstariji jedriličarski klubovi
- Water Club of Cork, Irska – 1720.
- Thames Club Cumberlan Fleet, Engleska – 1775.
- Royal Yacht Club, Engleska – 1815.
- Royal Gibraltar Yacht Club, UK – 1829.
- Kungelig Svenska Segel Sallskapet (Royal Swedish Yacht Club), Švedska – 1830.
- Societe des Regates du Havre, Francuska – 1838.
- Royal Hobart Regatta Association, Australia – 1838.
- New York Yacht Club, SAD – 1844.
- Royal Bermuda Yacht Club, Bermuda – 1844.
- Royal Bombai Yacht Club, Indija – 1846.
- Royal Netherlands Yacht Club, Nizozemska – 1847.
- Royal Yacht Club de Oostende, Belgija – 1847.
- Royal Yacht Club de Belgique, Belgija – 1851.
- Royal Canadian Yacht Club, Kanada – 1852.
- Royal Maas Yacht Club, Nizozemska – 1857.
- Cercle de la Voile de Paris, Francuska – 1858.
- Royal Natal Yacht Club, Južna Afrika – 1858.
- Southern Yacht Club New Orleans, SAD – 1859.
- Long Island Yacht Club, SAD – 1864.
- Royal Perth Yacht Club, Australia – 1865.
- Boston Yacht Club, SAD – 1865.
- Royal Danish Yacht Club, Danska – 1866.
- Royal Prince Alfred Yacht Club, Australia – 1867.
- Yacht Club de France, Francuska – 1867.
- San Francisco Yacht Club, SAD – 1867.
- Royal Sydney Yacht Squadron, Australia – 1869.
- Norddeutscher Regatta Verein Hamburg, Njemačka – 1869.
- Eastern Yacht Club Boston, SAD – 1870.
- Royal New Zeland Yacht Squadron, Novi Zeland – 1871.
- Seawanhaka Yacht Club New York, SAD – 1871.
- Jedriličarski klub Plav, Krk – 1876.
- Yacht Club Italiano, Italia – 1879.
- Marine Regatta Verein Kiel, Njemačka – 1887.